# Bruno Raffaelli
Pour les articles homonymes, voir Raffaelli.
Bruno Raffaelli est un acteur français, né le 4 janvier 1950 à Avignon (Vaucluse).
Ancien élève du Conservatoire national supérieur d'art dramatique dans la classe de Pierre Debauche, il est sociétaire de la Comédie-Française.

## Théâtre

### Comédie-Française
- Entrée à la Comédie-Française le 17 décembre 1994
- Sociétaire le 1er janvier 1998
- 500e sociétaire
- 1995 : Intrigue et Amour de Friedrich von Schiller, mise en scène Marcel Bluwal
- 1996 : Dom Juan de Molière, mise en scène Jacques Lassalle
- 1996 : Moi d'Eugène Labiche et Édouard Martin, mise en scène Jean-Louis Benoît
- 1997 : Tartuffe de Molière
- 1997 : La Vie parisienne de Jacques Offenbach, mise en scène Daniel Mesguich
- 1998 : Les Fourberies de Scapin de Molière, mise en scène Jean-Louis Benoît
- 1998 : La Tempête de William Shakespeare, mise en scène Daniel Mesguich
- 1998 : Les Femmes savantes de Molière, mise en scène Simon Eine
- 1999 : Les Merdicoles de Michel Albertini, mise en scène Michel Albertini et Françoise Petit, Studio-Théâtre
- 1999 : L'École des femmes de Molière, mise en scène Éric Vigner
- 2000 : Les Fourberies de Scapin de Molière, mise en scène Jean-Louis Benoît, tournée en Argentine et au Brésil
- 2000 : L'Avare de Molière, mise en scène Andreï Serban
- 2001 : Les Danseurs de la pluie de Karin Mainwaring, mise en scène Muriel Mayette et Jacques Vincey, Théâtre du Vieux-Colombier
- 2001 : Dent pour dent de Ferenc Molnàr, mise en lecture Jean-Loup Rivière, Studio-Théâtre
- 2001 : Jeudis festifs de Katalin Thuróczy, mise en lecture Jacques Connort, Studio-Théâtre
- 2001 : Le Froussard de Pál Békés, mise en lecture Jacques Connort, Studio-Théâtre
- 2001 : Le Bourreau de Longwy de Kornél Hamvai, mise en lecture Jean-Loup Rivière, Studio-Théâtre
- 2001 : Un millénaire de cris : le chant des femmes afghanes, lecture-spectacle, Théâtre du Vieux-Colombier
- 2001 : Monsieur de Pourceaugnac de Molière, mise en scène Philippe Adrien, Théâtre du Vieux-Colombier
- 2002 : Un jour de légende - Les Temps modernes de Victor Hugo d'après La Légende des siècles, poèmes lus à plusieurs voix
- 2002 : Dom Juan de Molière, mise en scène Jacques Lassalle
- 2002 : Weisman et Copperface de George Tabori, mise en scène Jacques Connort, Studio-Théâtre
- 2003 : Monsieur de Pourceaugnac de Molière, mise en scène Philippe Adrien, Théâtre du Vieux-Colombier
- 2003 : Dom Juan de Molière, mise en scène Jacques Lassalle
- 2004 : Le Conte d'hiver de William Shakespeare, mise en scène Muriel Mayette, Studio-Théâtre
- 2004 : Le Malade imaginaire de Molière, mise en scène Claude Stratz
- 2005 : Le Malade imaginaire de Molière, mise en scène Claude Stratz
- 2006 : Le Menteur de Corneille, mise en scène Jean-Louis Benoît
- 2006 : Cyrano de Bergerac d'Edmond Rostand, mise en scène Denis Podalydès
- 2006 : Les Temps difficiles d'Édouard Bourdet, mise en scène Jean-Claude Berutti, Théâtre du Vieux-Colombier
- 2007 : Le Retour au désert de Bernard-Marie Koltès, mise en scène Muriel Mayette
- 2007 : Les Temps difficiles d'Édouard Bourdet, mise en scène Jean-Claude Berutti, Théâtre du Vieux-Colombier
- 2007 : Le Malade imaginaire de Molière, mise en scène Claude Stratz
- 2007 : La Mégère apprivoisée de William Shakespeare, mise en scène Oskaras Koršunovas
- 2008 : Figaro divorce d'Ödön von Horváth, mise en scène Jacques Lassalle
- 2008 : Cyrano de Bergerac d'Edmond Rostand, mise en scène Denis Podalydès
- 2008 : La Mégère apprivoisée de William Shakespeare, mise en scène Oskaras Koršunovas
- 2008 : Le Mariage forcé de Molière, mise en scène Pierre Pradinas, Studio-Théâtre
- 2009 : Bérénice de Racine, mise en scène Faustin Linyekula, Studio-Théâtre
- 2009 : Figaro divorce d'Ödön von Horváth, mise en scène Jacques Lassalle
- 2009 : Les Joyeuses Commères de Windsor de William Shakespeare, mise en scène Andrés Lima
- 2010 : Le Mariage forcé de Molière et Lully, mise en scène Pierre Pradinas, Studio-Théâtre
- 2010 : Les Trois Sœurs d'Anton Tchekhov, mise en scène Alain Françon, Salle Richelieu
- 2010 : Les Femmes savantes de Molière, mise en scène Bruno Bayen, Théâtre du Vieux-Colombier
- 2011 : Les Trois Sœurs d'Anton Tchekhov, mise en scène Alain Françon, Salle Richelieu
- 2011 : Les Joyeuses Commères de Windsor de William Shakespeare, mise en scène Andrés Lima, Salle Richelieu
- 2011 : L'Opéra de quat'sous de Bertolt Brecht et Kurt Weill, mise en scène Laurent Pelly, Salle Richelieu : Jonathan Peachum
- 2012 : La Trilogie de la Villégiature de Carlo Goldoni, mise en scène Alain Françon, Théâtre Éphémère, Fulgenzio
- 2012 : Le Mariage de Figaro de Beaumarchais, mise en scène Christophe Rauck, Théâtre Éphémère, Bartholo
- 2012 : Antigone de Jean Anouilh, mise en scène Marc Paquien, Comédie-Française Théâtre du Vieux-Colombier, Créon
- 2013 : Hernani de Victor Hugo, mise en scène Nicolas Lormeau, Théâtre du Vieux-Colombier, Don Ruy Gomez de Silva
- 2016 : Les Derniers Jours de l'humanité de Karl Kraus, mise en scène David Lescot, Théâtre du Vieux-Colombier
- 2017 : La Résistible Ascension d'Arturo Ui de Bertolt Brecht, mise en scène Katharina Thalbach, Salle Richelieu
- 2017 : L'Hôtel du libre échange de Georges Feydeau, mise en scène Isabelle Nanty, Salle Richelieu
- 2018 : Poussière de Lars Noren, mise en scène de l'auteur, Salle Richelieu
- 2019 : Les Oubliés de et mise en scène Julie Bertin et Jade Herbulot, Théâtre du Vieux-Colombier

### Hors Comédie-Française
- 1972 : La Grande Muraille de Max Frisch, mise en scène Jean-Pierre Miquel, Théâtre national de l'Odéon
- 1975 : Ruy Blas de Victor Hugo, mise en scène Jean Meyer, Théâtre des Célestins
- 1976 : La Double Inconstance de Marivaux, mise en scène Jacques Rosner, Théâtre des Bouffes du Nord
- 1976 : L'Éveil du printemps de Frank Wedekind, mise en scène Pierre Romans, Théâtre national de l'Odéon
- 1976 : Don Juan ou l'amour de la géométrie de Max Frisch, mise en scène Jean-Pierre Miquel, Théâtre national de l'Odéon
- 1978 : La Manifestation de Philippe Madral, mise en scène Jacques Rosner, Théâtre national de l'Odéon
- 1979 : Jules César de William Shakespeare, mise en scène Guy Rétoré, Théâtre de l'Est parisien
- 1979 : Lorenzaccio d'Alfred de Musset, mise en scène Otomar Krejča, Festival d'Avignon
- 1981 : Les Trois Sœurs d'Anton Tchekhov, mise en scène Otomar Krejča
- 1981 : Le Bourgeois gentilhomme de Molière, mise en scène Jérôme Savary, Nouveau théâtre de Nice, Théâtre de l'Est parisien
- 1982 : Superdupont ze Show de Marcel Gotlib et Jérôme Savary, mise en scène Jérôme Savary, Théâtre de Béziers, Nouveau théâtre de Nice, Théâtre national de l'Odéon
- 1984 : Bye bye show biz de Jérôme Savary, mise en scène Jérôme Savary, Théâtre Carlo Goldoni Venise, Nouveau théâtre de Nice, Théâtre Mogador
- 1985 : La Femme du boulanger de Marcel Pagnol, mise en scène Jérôme Savary, Théâtre Mogador
- 1986 : La Femme du boulanger de Marcel Pagnol, mise en scène Jérôme Savary, Théâtre La Criée, Nouveau théâtre de Nice
- 1987 : Le Bourgeois gentilhomme de Molière, mise en scène Jérôme Savary, Théâtre du 8e de Lyon
- 1987 : Le Malade imaginaire de Molière, mise en scène Michel Galabru
- 1988 : Asterix d'après Albert Uderzo et René Goscinny, mise en scène Jérôme Savary, Cirque d'Hiver
- 1988 : Lola Montès de Jacques Téphany, mise en scène Laurent Pelly et Jean-Louis Martin-Barbaz, Centre dramatique national du Nord-Pas-de-Calais
- 1988 : La Salle n° 6 d'Anton Tchekhov, mise en scène Julian Negulesco, Théâtre de Poche Montparnasse
- 1990 : La Cerisaie d'Anton Tchekhov, mise en scène Pierre Meyrand, Théâtre de la Limousine
- 1990 : Le Songe d'une nuit d'été de William Shakespeare, mise en scène Jérôme Savary, Festival d'Avignon
- 1991 : Carton plein de Serge Valletti, mise en scène Gabriel Monnet, Théâtre national de Chaillot, Théâtre des Treize Vents
- 1994 : Comment va le monde, môssieu ? il tourne, môssieu ! de François Billetdoux, mise en scène Jean-Pierre Miquel, Théâtre national de la Colline
- 1994 : Reviens à toi (encore) de Gregory Motton, mise en scène Éric Vigner, Théâtre de Nice, Odéon-Théâtre de l'Europe
- 2001 : Le Récit de l'An zéro, opéra de Ohana et L'Histoire de l'An 1, opéra de Jean-Christophe Marti, mise en scène Éric Ruf, Théâtre des Salins Martigues
- 2002 : Le Voyage de monsieur Perrichon d'Eugène Labiche, mise en scène Laurent Pelly, Centre dramatique national des Alpes
- 2022 : La Trilogie de la villégiature de Carlo Goldoni, mise en scène Claudia Stavisky, théâtre des Célestins

## Filmographie

### Cinéma
- 1977 : L'Amour en herbe de Roger Andrieux : Christian Morel
- 1978 : En l'autre bord de Jérôme Kanapa : le conseiller pédagogique
- 1979 : Démons de midi de Christian Paureilhe :
- 1986 : Twist again à Moscou de Jean-Marie Poiré :
- 1988 : Fréquence meurtre d'Elisabeth Rappeneau : le policier de l'hôtel
- 1988 : Envoyez les violons de Roger Andrieux
- 1988 : Prisonnières de Charlotte Silvera : l'avocat
- 1988 : Ne réveillez pas un flic qui dort de José Pinheiro : Zelleim
- 1989 : La Révolution française : les années terribles de Richard T. Heffron : le président du jury
- 1989 : Hiver 54, l'abbé Pierre de Denis Amar :
- 1989 : La Vie et rien d'autre, de Bertrand Tavernier : André Maginot
- 1992 : L.627 de Bertrand Tavernier : Jaunet
- 1993 : Louis, enfant roi de Roger Planchon : Le Bé
- 1995 : Les Milles de Sébastien Grall : Jean Poinblanc
- 1996 : Ma femme me quitte de Didier Kaminka : le député-maire
- 1998 : Terminale de Francis Girod : Massini
- 1999 : Kennedy et moi de Sam Karmann : Docteur Munthe
- 2002 : Laissez-passer de Bertrand Tavernier : Glinglin
- 2008 : Il y a longtemps que je t'aime de Philippe Claudel : Monsieur Dupuis
- 2011 : Les Hommes sont des rêves de Guillaume Georget : Duval
- 2013 : Quai d'Orsay de Bertrand Tavernier : Stéphane Cahut
- 2017 : Maryline de Guillaume Gallienne : Jean-Paul
- 2017 : Ce qui nous lie de Cédric Klapisch : le notaire
- 2018 : Les Estivants de Valeria Bruni Tedeschi : Bruno
- 2019 : J'accuse de Roman Polanski : le juge Delegorgue
- 2019 : Beaux parents de Héctor Cabello Reyes : Antoine
- 2019 : La Belle Époque de Nicolas Bedos : Maurice / Yvon / Hemingway
- 2020 : La Terre des hommes de Naël Marandin : Blanchard
- 2021 : Eiffel de Martin Bourboulon : Monsieur Bourges
- 2021 : Eugénie Grandet de Marc Dugain : Cruchot père
- 2022 : Goliath de Frédéric Tellier : Claude Delahaye
- 2022 : Le Temps des secrets de Christophe Barratier : Edmond des Papillons
- 2022 : Mascarade de Nicolas Bedos : Serge Bazin
- 2023 : Les Petites Victoires de Mélanie Auffret
- 2024 : Le Comte de Monte-Cristo de Matthieu Delaporte et Alexandre de La Patellière : Morrel
- 2024 : Bergers de Sophie Deraspe : Gérard Tellier
- 2025 : La Fille d'un grand amour d'Agnès de Sacy : Médecin

### Télévision
- 1978 : Médecins de nuit, épisode Christophe de Philippe Lefebvre : le chirurgien
- 1993 : Fantômette (série télévisée) ; Masque d'argent
- 2009 : L'École du pouvoir de Raoul Peck (mini série) : un banquier
- 2013 : La Rupture de Laurent Heynemann : Alexandre Sanguinetti
- 2015 : Les Trois Sœurs de Valeria Bruni Tedeschi : Ivan
- 2022 : La Vengeance sans visage de Claude-Michel Rome : Louis Mornas
- 2024 : La Peste d'Antoine Garceau : le maire Pierre Cariou

### Doublage
- 2007 : Je crois que j'aime ma femme : M. Landis (Edward Herrmann)
- 2023 : L'Enlèvement : le recteur (Renato Sarti)

## Distinction
- Chevalier de l'ordre des Arts et des Lettres